# 金训华
金训华（1949年—1969年8月15日），是在黑龙江省农村插队落户的上海知青，中国文化大革命时期被作为“革命青年的榜样”宣传。他为了抢救人民公社的两根被卷入山洪的木头电线杆而溺水身亡。1970年1月21日，中国人民邮政发行了以他为题材的邮票《革命青年的榜样》。

## 生前
1968年，金训华从上海市吴淞第二中学高中毕业，并任上海市中学红代会常委。次年5月，前往黑龙江农村上山下乡，被分配到黑河市逊克县逊河公社双河大队。8月15日，山洪爆发，洪水卷走了150根待安装的木头电线杆中的两根。金训华跳入水中试图抢救未遂，溺水身亡。

## 死后
金训华死后，1969年8月25日，中共逊克县核心小组追认金训华为中国共产党党员。9月30日，黑龙江省革委会做出《关于学习金训华同志英雄事迹的决定》，授予金训华烈士称号。10月27日《黑龙江日报》发表报道，引述了金训华“人类解放我解放，洒尽热血为人民”的共产主义志愿。“两报一刊”（《人民日报》、《解放军报》、《红旗》杂志）等媒体接连刊登介绍金训华烈士事迹的文章，号召全国青年向金训华学习。同年，上海工人诗人仇学宝创作长诗《金训华之歌》。
1970年1月21日，交通部邮政总局发行“革命青年的榜样”邮票1套1枚，票名为《金训华》，采用“逸中”（陈逸飞和徐纯中）的宣传画。该邮票也是最后一套正式发行的文革邮票。
2006年2月9日，当年和金训华一起跳入洪水的陈健当选2005年度“感动中国十大人物”，重新激起对金训华的争议。